# Urška Babič

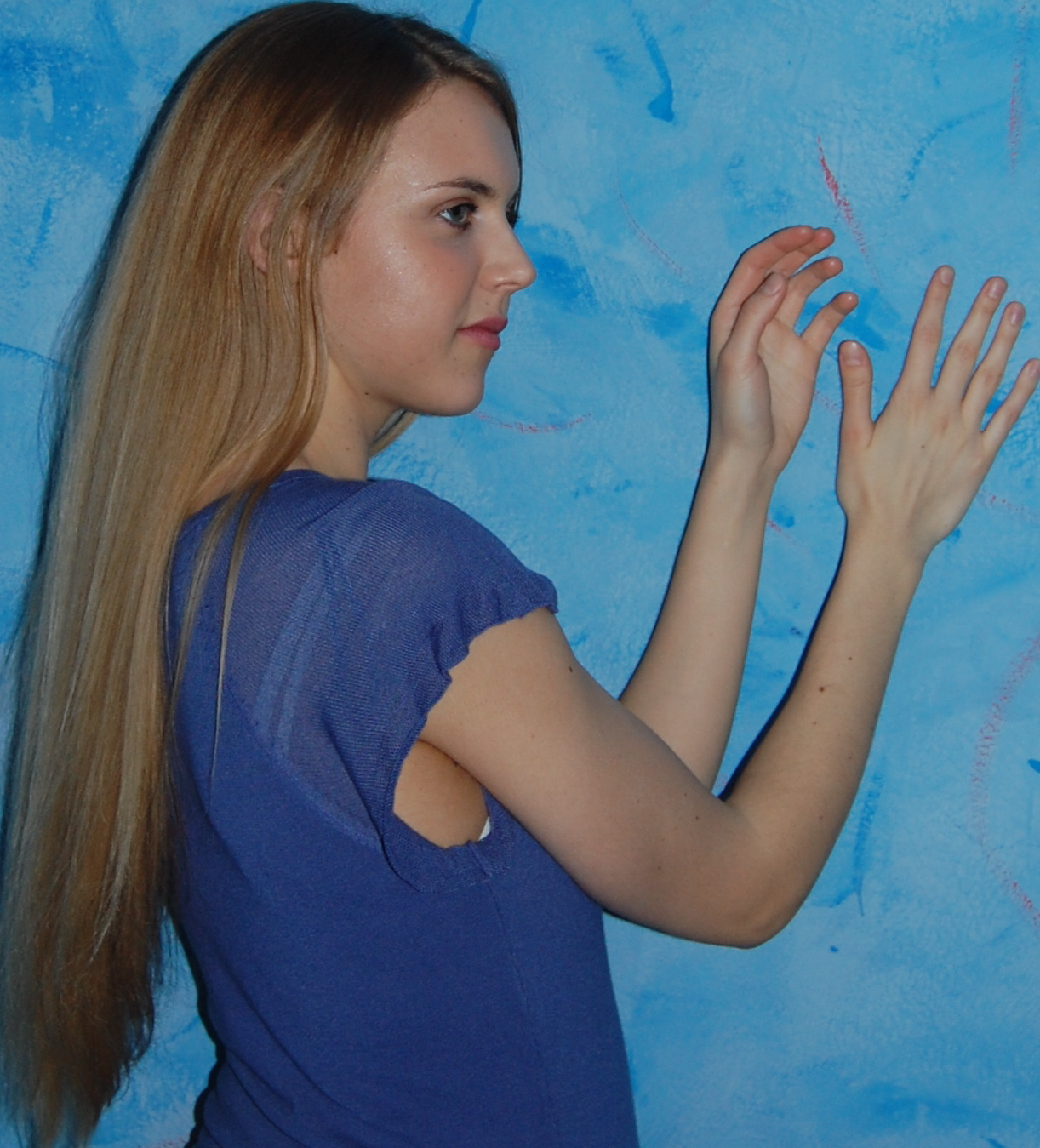
Urška Babič (2011)

Urška Babič (* 1987 in Koper, Slowenien) ist eine slowenische klassische Pianistin und Klavierpädagogin. Sie absolvierte ihre Klavier-Konzertausbildung an der renommierten Universität für Musik und darstellende Kunst in Wien. Sie gewann zahlreiche Preise bei nationalen und internationalen Wettbewerben und trat in vielen europäischen Städten und 2012 in der Carnegie Hall in New York auf.

## Biographie
Urška Babič begann im Alter von fünf Jahren mit dem Klavierspiel. Zwei Jahre später wurde sie Schülerin des renommierten aserbaidschanischen Professors Siawusch Gadjew, der sie 11 Jahre lang unterrichtete. Im Alter von acht Jahren (1995) nahm sie an ihrem ersten Wettbewerb teil und gewann als jüngste Teilnehmerin den zweiten Preis beim nationalen Wettbewerb TEMSIG. Mit zehn gab sie ihr Konzertdebüt mit Johann Sebastian Bachs Konzert in f-Moll. In den folgenden Jahren gewann sie zwei erste Preise (1998, 2001) und einen zweiten Preis (2004) bei nationalen Wettbewerben. 1996 gewann sie den Internationalen Nikolaj-Rubinstein-Wettbewerb in Paris und 2004 den Klavierwettbewerb Citta’ di Ravenna in Italien. Sie ist zudem Gewinnerin des Škerjanc-Preises. Im Alter von 18 Jahren bestand sie die Aufnahmeprüfung an der Universität für Musik und darstellende Kunst Wien, wo sie zunächst bei dem international renommierten Pianisten Jan Jiracko studierte und ihr Studium bei dem Pianisten und Dirigenten Stephan Möller fortsetzte und 2013 abschloss.
Sie trat als Solistin mit dem RTV Slovenia Symphony Orchestra, dem Coastal Chamber Orchestra und dem Ljubljana Symphony Orchestra der Ljubljana Secondary School of Music and Ballet auf. Sie wurde mehrmals in das Programm der Ljubljana Music Youth aufgenommen und trat im Rittersaal der Križany in Ljubljana auf. Im Jahr 2011 gab sie vier Solokonzerte im Rahmen des Pianissimo-Zyklus EPTA. Ihre Konzerttätigkeit führte sie in mehrere europäische Städte (Paris, Prag, Budapest, Triest, Zagreb, Rijeka u. a.). Im Mai 2012 trat sie als Gast des Golden Key Piano Festivals in der Carnegie Hall in New York auf, im Dezember des gleichen Jahres im Festsaal des Collegium Pazmanianum in Wien.
Babič ist auch im Bereich der Kammermusik aktiv; 2005 gewann sie mit ihrem damaligen Klavierquartett den ersten Preis beim nationalen Wettbewerb für junge slowenische Musiker. Zweimal hat sie am Kammermusikkurs Glabeni july na obali (Guter Juli an der Küste) teilgenommen. Während ihres Studiums wirkte sie in zahlreichen Kammermusikensembles mit. In den Jahren 2011/2012 arbeitete sie auch mit der Sopranistin Suzana Ograjenšek zusammen, mit der sie ein Programm, bestehend aus eigenen Liedern und Klavierwerken des slowenischen Komponisten Risto Savin, zusammenstellte.
Die Konzertsaison 2013/14 widmete Babič einem Programm klassischer Klavierhits, das sie erfolgreich in Recitals in Žalec, Polzela und Nazarje präsentierte.
Seit September 2013 unterrichtet Babič Klavier an der Musikschule Nazarje.

## Diskographie
2009 erschien ihre erste CD (Mladi virtuozi 1) bei RTV Slovenia Cassettes and Records, auf der sie sich mit dem Zyklus Lieder ohne Worte von Felix Mendelssohn Bartholdy präsentierte.